# 龙潭镇 (株洲市)
龙潭乡，是中华人民共和国湖南省株洲市渌口区下辖的一个乡镇级行政单位。

## 行政区划
龙潭乡下辖以下地区：
新坝桥村、韶华村、新田村、太水冲村、乐云村、水源村、龙潭村、新燕村、紫云村、同古村和太花村。